# Щит-Немирович, Юзеф (камергер)
Юзеф Немирович-Щит (Юзеф Щит-Немирович, Юзеф Щит) (умер между 1808 и 1817 годами) — государственный деятель Речи Посполитой, каштелян брест-литовский (1783—1795), консуляр Постоянного совета, депутат сейма, член сеймового суда (1784—1786), камергер польского короля Станислава Августа Понятовского (с 1773 года).

## Биография
Представитель литовского шляхетского рода Щитов-Немировичей герба «Ястржембец». Сын Яна Кшиштофа Щита-Немировича, пана на Кожан-Городке, и Людвики Пац, дочери каштеляна полоцкого Михаила Казимира Паца (1650—1724). Внук каштеляна смоленского Кшиштофа Бенедикта Щита-Немировича (ум. 1720), племянник каштеляна мстиславского Юзефа Щита-Немировича (ум. 1745) и брат старосты витаголского Кшиштофа Щита-Немировича (ум. 1790).
В качестве консуляра Пинского повета в 1767 году Юзеф Щит-Немирович подписал в Вильно акт Радомской генеральной конфедерации. В том же году на сеймике в Динабурге он был избран вторым послом с Инфлянт и Литвы (но после изменений, сделанных Станиславом Августом он представлял лишь Ливонию). В 1767—1768 годах сейм назначил его в комиссию по делу Станислава Радзивилал и его жены Каролины с Августинским орденом.
В 1773 году Юзеф Щит-Немирович был назначен камергером польского короля Станислава Августа. В 1782 году сеймик Плоцкого воеводства в Рачёнже избрал его депутатом на Варшавский сейм в этом году, где он был избран консуляром в Постоянный совет. В 1783 году он получил звание каштеляна брест-литовского и стал сенатором Речи Посполитой. В 1784 году на гродненском сейме он был назначен в сенат для управления национальной комиссией по образованию. В 1785 году он был избран сеймовым судьей на второй срок.
В 1786 году король Станислав Август поручил ему руководством королевской партией в Брест-Литовском воеводстве. В 1786 году он был избран членом Постоянного Совета, в котором он находился в течение двух сроков (1786—1788). В 1787 году Юзеф Щит был назначен в комитет Постоянного Совета по проверке счетов генерала от артиллерии Алоизия Фредерика фон Брюля. В 1780-х годах он постоянно проживал в Варшаве, где пользовался расположением примаса Михала Понятовского.
В 1788 году Юзеф Щит-Немирович подписал акт генеральной конфедерации Речи Посполитой. На Великом сейме защищал Постоянный совет. В 1791 году он был выдвинут из сената в конституционную депутацию и избран комиссаром полиции республики. В 1792 году он стал членом депутации госпиталей Литвы.
В 1793 году на гродненском сейме (на котором он не участвовал) Юзеф Щит-Немирович был назначен председателем сенатской комиссии по демаркации польско-русской границы.
Кавалер Ордена Святого Станислава (1784) и Ордена Белого орла (1788).

## Собственность
Он владел рядом поместий, в том числе получил в наследство от своей матери Людвики Пац имения Виалбутов и Гедейки в Ошмянском повете. Вместе со своим братом Кшиштофом владел имением Кожан-Городок, где в первой половине XVIII века был построен дворец Щитов-Немировичей. Также ему принадлежала Бостынь. В приданое за своей женой Теклой Матушевич он получил сёла Мотыкалы, Кустин и Яховичи, а также ряд имений в Плоцком воеводстве (Чахцыно, Гослице, Худзыно, Домбруск, Бембнув и др.). В 1789 году он приобрел Лещыно-Ксенжы и Тхуж.
В Чахцыне Юзей Щит-Немирович и его жена Текла основали в 1775 году деревянный костёл, а в Гослице построили кирпичный особняк.
Юзеф Щит-Немирович проживал в Мотыкалах, а затем в Варшаве, а в самом начале XIX века переехал в Бостынь.

## Семья
Юзеф Щит-Немирович женился на Текле Матушевич, дочери стольника брест-литовского Юзефа Матушевича. Текла рано осиротела и стала наследницей крупного состояния. Её опекуном был её дядя Марцин Матушевич.
У супругов был единственный сын Никодим (ок. 1777 — ок. 1797), который умер молодым и бездетным.